# Reprezentacja Słowenii na Mistrzostwach Świata w Wioślarstwie 2009
Reprezentacja Słowenii na Mistrzostwach Świata w Wioślarstwie 2009 liczyła 12 sportowców. Najlepszym wynikiem było 3. miejsce w czwórce bez sternika mężczyzn.

## Medale

### Złote medale
Brak

### Srebrne medale
Brak

### Brązowe medale
czwórka bez sternika (M4-): Tomaž Pirih, Rok Rozman, Rok Kolander, Miha Pirih

## Wyniki

### Konkurencje mężczyzn
- dwójka podwójna (M2x): Luka Špik, Jan Špik – 5. miejsce
- dwójka podwójna wagi lekkiej (LM2x): Matevž Malešič, Jure Cvet – 13. miejsce
- czwórka bez sternika (M4-): Tomaž Pirih, Rok Rozman, Rok Kolander, Miha Pirih – 3. miejsce
- czwórka podwójna (M4x): Janez Zupanc, Gašper Fistravec, Janez Jurše, Iztok Čop – 7. miejsce